# Územní prelatura Loreto
Územní prelatura Loreto (latinsky Praelatura Territorialis ab Alma Domo Lauretana) je římskokatolická územní prelatura v Itálii, která je součástí církevní oblasti Marche a církevní provincie Ancona-Osimo. Katedrálou je bazilika Svaté chýše v Loretu. Současným prelátem je od 20. května 2017 arcibiskup Fabio Dal Cin.

## Historie
V roce 1586 papež Sixtus V. povýšil Loreto na město a přejmenoval diecézi Recanati na diecézi loretskou, již v roce 1592 byla diecéze Recanati obnovena a spojena s loretskou. V důsledku lateránských dohod papež Pius XI. v roce 1934 loretánskou diecézi zrušil a přičlenil ji k diecézi Recanati, ale vyňal z ní loretánskou baziliku, kterou postavil pod přímou správu Sv. Stolce. Papežská administratura byla zrušena v roce 1965, kdy papež Pavel VI. zřídil Papežskou delegaci pro loretánskou svatyni a Prelaturu Svaté chýše, která byla nejprve bezprostředně podřízena Sv. stolci a od roku 2000 je součástí církevní provincie Ancona-Osimo.